# Grec demòtic
El grec demòtic (grec δημοτική [γλώσσα], IPA [ðimoti'ki] o [ðimoti'ci], llengua del poble) és la forma contemporània del grec.
Aquest terme ha estat en ús des de 1818. Demòtic es refereix en particular a la forma de la llengua que va evolucionar naturalment a partir del grec antic, en oposició a la forma arcaïtzant artificial o grec katharévussa (Καθαρεύουσα [kaθa'revusa]), que va ser l’usat normativament i oficialment per l'estat fins a 1976. Les dues formes es complementaven mútuament en un exemple típic de diglòssia fins a la resolució final de la qüestió de la llengua en favor del demòtic.

## Demòtic i "grec modern"
Encara que sovint el demòtic es confon amb el grec modern, la llengua estàndard actual (grec Νεοελληνική Κοινή [neoelini'ki ki'ni]) és més aviat una variant del demòtic enriquida amb força elements cultes. La llengua parlada sí que és demòtic. Però la llengua escrita, o usada de forma oficial, és més aviat una fusió de demòtic i katharévusa, que inclou moltes paraules, formes gramaticals i característiques fonètiques que no existien en el discurs col·loquial i que s'han introduït a partir de la forma més arcaica. Cal tenir en compte, però, que fins i tot les més arcaiques formes de katharévusa mai van ser enteses com a grec antic, per això quan es parla de "grec modern" el terme pot aplicar-se tant al demòtic parlat com a la llengua estàndard, i fins i tot al katharévusa.

## Exemples de característiques del grec modern que no existeixen en demòtic
Els següents exemples mostren algunes característiques de katharévusa presents en el grec modern estàndard que no eren al demòtic tradicional, i que es van introduir des del katharévusa, a vegades com a neologismes, que s'utilitzen sobretot per escrit (per exemple, als diaris), però també en la llengua oral.

### Paraules i frases fetes
- ενδιαφέρων (interessant)
- τουλάχιστον (com a mínim)
- την απήγαγε (la persona raptada)
- είναι γεγονός ότι ... (és un fet que...)
- προς το παρόν (actualment)
- ζήτω! (visca!) (imperatiu de 3a persona)

Formes especials de datiu (el cas datiu com a tal ja no existeix en grec modern):
- δόξα τω Θεώ (gràcies a Déu)
- εν ονόματι ... (en el nom [de] ...)
- τοις μετρητοίς (en efectiu)
- εν συνεχεία (aleshores)
- εν τω μεταξύ (mentrestant)
- εντάξει (va bé, d'acord, literalment en ordre)

### Característiques gramaticals morfològiques
- Adjectius acabats en -ων, -ουσα, -ον (exemple: ενδιαφέρων interessant) o en -ων, -ων, -ον (exemple: σώφρων pensatiu) - sobretot a la llengua escrita.
- El participi aorist com a forma declinable. Exemple: παραδώσας (havent lliurat), γεννηθείς (havent nascut, nat) - sobretot a la llengua escrita.
- El perfet amb reduplicació. Exemple: προσκεκλημένος (ha convidat, (un) convidat), πεπαλαιωμένος (obsolet, prescrit)

### Característiques fonològiques
El grec modern contempla combinacions de lletres pròpies de formes cultes, que eren evitades o impossibles en demòtic tradicional.
Per exemple:
- -πτ- (exemple πταίσμα "delicte menor"); el demòtic preferia la combinació -φτ- amb dissimilació (e.g. φταίω "ser culpable") (és a dir, [pt] versus [ft])
- -κτ- (exemple κτίσμα "edifici"); el demòtic preferia la combinació -χτ- amb dissimilació [e.g. χτίστης "picapedrer"] (és a dir, [kt] versus [xt])
- -ευδ- (exemple ψεύδος "mentida"); el demòtic preferia la combinació -ευτ- (e.g. ψεύτης "mentider") (és a dir, [vð] versus [ft])
- -σθ- (exemple ηρκέσθην / αρκέσθηκα "satisfet"); el demòtic preferia la combinació -στ- (exemple αρκέστηκα) (és a dir, [sθ] versus [st])
- -χθ- (exemple εχθές "ahir"); el demòtic preferia la combinació -χτ- [e.g. (ε)χτές] (és a dir, [kθ] versus [xt])
- etc.

La regla general és que el demòtic tradicionalment evitava les combinacions de dues oclusives o de dues fricatives, i les dissimilava originant combinacions de fricativa + oclusiva conservant el mateix punt d'articulació.
Aquesta regla explica l'alternança entre la forma estàndard i la forma popular en algunes paraules tan comunes com επτά vs. εφτά ("set, 7"), i οκτώ vs. οχτώ ("vuit, 8").
Així mateix, cal notar que el demòtic admet paraules començant per combinacions de qualsevol de les fricatives sordes + oclusiva sorda, e.g. χταπόδι ("pop"), a més de les clàssiques amb essa líquida inicial com σπίτι ("casa").

## El demoticisme radical
Un dels defensors més radicals de la llengua demòtica va ser Giannis Psycharis, autor de El meu viatge ("το ταξίδι μου", 1888), que va proposar d'erradicar tots els elements cultistes de la llengua estàndard, simplificar la gramàtica, i portar a terme una reforma ortogràfica radical que hauria eliminat, per exemple, les actuals sis maneres diferents d'escriure la vocal [i] (Η, ΕΙ, Ι, ΟΙ, Υ, ΥΙ), però que hauria implicat una ruptura amb la tradició escrita del grec de gairebé tres mil anys.